# الكسندر هال
الكسندر هال (بالإنجليزية: Alexander Hall)‏ هو مونتير ومخرج أمريكي، ولد في 11 يناير 1894 في بوسطن في الولايات المتحدة، وتوفي في 30 يوليو 1968 في سان فرانسيسكو في الولايات المتحدة بسبب سكتة.

## وصلات خارجية
- الكسندر هال على موقع IMDb (الإنجليزية)
- الكسندر هال على موقع الموسوعة البريطانية (الإنجليزية)
- الكسندر هال على موقع ألو سيني (الفرنسية)
- الكسندر هال على موقع تيرنر كلاسيك موفيز (الإنجليزية)
- الكسندر هال على موقع أول موفي (الإنجليزية)
- الكسندر هال على موقع قاعدة بيانات الأفلام السويدية (السويدية)
- الكسندر هال على موقع إن إن دي بي (الإنجليزية)
- الكسندر هال على موقع قاعدة بيانات الفيلم (الإنجليزية)
- الكسندر هال على موقع كينوبويسك (الروسية)